# Cryptarius
Cryptarius is een geslacht van straalvinnige vissen uit de familie van christusvissen (Ariidae).

## Soorten
- Cryptarius daugueti (Chevey, 1932)
- Cryptarius truncatus (Valenciennes, 1840)